# Monaco op het Eurovisiesongfestival 1976
Monaco nam deel aan het Eurovisiesongfestival 1976, gehouden in Den Haag, Nederland. Het was de 18de deelname van Monaco op het festival.

## Selectieprocedure
Monaco koos zijn inzending voor het Eurovisiesongfestival 1976 via een interne selectie.
Er werd gekozen voor Mary Christy met het lied Toi, la musique et moi.

## In Den Haag
In Den Haag moest Monaco als zestiende aantreden na Portugal en voor Frankrijk. Aan het einde van de puntentelling bleek dat Monaco op de derde plaats was geëindigd met 93 punten. Dit was de beste prestatie voor het ministaatje sinds hun overwinning in 1971.

### Gekregen punten

#### Finale
| 12 punten                                                    | 10 punten     | 8 punten                       | 7 punten                               | 6 punten |
| ------------------------------------------------------------ | ------------- | ------------------------------ | -------------------------------------- | -------- |
| - Luxemburg                                                  |               | - België - Ierland - Nederland | - Duitsland - Israël - Italië - Spanje |          |
| 5 punten                                                     | 4 punten      | 3 punten                       | 2 punten                               | 1 punt   |
| - Oostenrijk - Noorwegen - Verenigd Koninkrijk - Zwitserland | - Joegoslavië | - Portugal                     | - Finland                              |          |

### Punten gegeven door Monaco

#### Finale
Punten gegeven in de finale:
| 12 punten | Frankrijk           |
| 10 punten | Verenigd Koninkrijk |
| 8 punten  | België              |
| 7 punten  | Finland             |
| 6 punten  | Ierland             |
| 5 punten  | Oostenrijk          |
| 4 punten  | Zwitserland         |
| 3 punten  | Spanje              |
| 2 punten  | Nederland           |
| 1 punt    | Israël              |

1959 · 1960 · 1961 · 1962 · 1963 · 1964 · 1965 · 1966 · 1967 · 1968 · 1969 · 1970 · 1971 · 1972 · 1973 · 1974 · 1975 · 1976 · 1977 · 1978 · 1979 · 1980-2003 · 2004 · 2005 · 2006 · 2007-2025
België · Duitsland · Finland · Frankrijk · Griekenland · Ierland · Israël · Italië · Joegoslavië · Luxemburg · Monaco · Nederland · Noorwegen · Oostenrijk · Portugal · Spanje · Verenigd Koninkrijk · Zwitserland